# Isoperimetrisches Problem
Das isoperimetrische Problem der geometrischen Variationsrechnung fragt in seiner ursprünglichen, auf das klassische Griechenland zurückgehenden Form (siehe Problem der Dido), welche Form eine geschlossene Kurve mit gegebener Länge {\displaystyle \,l} haben muss, damit diese Kurve die größte Fläche {\displaystyle \,F} umspannt.
Der Begriff wird aber auch auf verschiedene Verallgemeinerungen der Fragestellung angewandt.

## Das klassische isoperimetrische Problem
Der Name isoperimetrisch bedeutet im Griechischen von gleichem Umfang. Schon die Griechen wussten, dass die Lösung des (klassischen) isoperimetrischen Problems der Kreis ist, und dass dies eine Folge der isoperimetrischen Ungleichung
{\displaystyle 4\pi F\leq l^{2}}
ist: Das Gleichheitszeichen gilt hier nur für den Kreis (für diesen gilt {\displaystyle l=2\pi r} und {\displaystyle F=\pi r^{2}}, {\displaystyle r} ist der Kreisradius).
Der älteste, lückenhafte, Beweisversuch wurde von Zenodoros im 2. Jahrhundert v. Chr. unternommen. Vollständige Beweise für die anschaulich sehr einleuchtende Tatsache wurden erst im 19. Jahrhundert erbracht. Jakob Steiner gab 1838 einen rein geometrischen Beweis, dass die Lösung (falls sie existiert) eine konvexe, symmetrische Kurve sein müsse. Vollständige Beweise gaben erst F. Edler (1882) für die Ebene sowie Karl Weierstraß und Hermann Amandus Schwarz (1884) für den Raum. Adolf Hurwitz gab 1902 einen einfachen Beweis für stückweise stetige Randkurven, der Fourierreihen benutzte. Weitere Beweise stammen beispielsweise von Erhard Schmidt (1938).
Es gibt auch höherdimensionale Verallgemeinerungen des isoperimetrischen Problems. Beispielsweise hat die Kugel in drei Dimensionen von allen Flächen, die ein gegebenes Volumen umspannen, die kleinste Oberfläche. Anschaulich ergibt sich das schon aus der Kugelform von Seifenblasen, die bemüht sind, ihre Oberflächenspannung und damit ihre Oberfläche so klein wie möglich zu machen. Mathematisch wurde das zuerst von Hermann Amandus Schwarz 1884 bewiesen. Die Fälle der Kugel in mehr als drei Dimensionen wurden von Edgar Krahn 1925 bewiesen sowie für nichteuklidische Geometrien von Erhard Schmidt.
Auch verwandte Probleme der mathematischen Physik werden als isoperimetrische Probleme bezeichnet, zum Beispiel die Vermutung von Barré de Saint-Venant (1856), dass elastische Stäbe mit kreisförmigem Querschnitt maximale Torsionssteifigkeit haben.

## Das isoperimetrische Problem der Variationsrechnung
In der Variationsrechnung spricht man allgemeiner bei folgendem Problem von einem isoperimetrischen Problem:
Es seien {\displaystyle \alpha ,\beta ,l\in \mathbb {R} } gegeben. Gesucht werde eine Funktion {\displaystyle u}, für die das Funktional
{\displaystyle I(u)=\int \limits _{a}^{b}F(x,u(x),u'(x)){\rm {d}}x}
unter allen Funktionen {\displaystyle u(x)}, die {\displaystyle \,u(a)=\alpha } und {\displaystyle \,u(b)=\beta } sowie
{\displaystyle K(u)=\int \limits _{a}^{b}G(x,u(x),u'(x)){\rm {d}}x=l}
erfüllen, extremal wird. Im Spezialfall {\displaystyle G(x,u(x),u'(x))={\sqrt {1+u'(x)^{2}}}} fordert diese Randbedingung, dass der Umfang {\displaystyle \,l} einer durch {\displaystyle u(x)} beschriebenen Kurve konstant ist.
Die Lösung des Problems ergibt sich mit der Lagrange-Funktion
{\displaystyle L=F+\lambda \,G}
aus der Euler-Gleichung
{\displaystyle {\frac {\partial L}{\partial u}}-{\frac {d}{dx}}\,{\frac {\partial L}{\partial u'}}=0.}

## Beweisskizze des klassischen Problems für den ebenen Fall
Wir folgen hier dem oben bereits erwähnten Beweis von Jakob Steiner.

Steiners Argument für die Konvexität des Gebietes

Steiner behandelte das Problem in zwei und drei Dimensionen und setzte dabei die Existenz einer Lösung voraus. In zwei Dimensionen zeigte er zunächst, dass die gesuchte Fläche eine konvexe Menge ist (das heißt, dass jede Strecke, die zwei Randpunkte miteinander verbindet, ganz in der Fläche liegt). Wäre dem nicht so, dann hätte man eine Situation wie in der Abbildung rechts: Man könnte die Kurve an der Verbindungsgeraden spiegeln und erhielte so eine größere Fläche bei gleichem Umfang. Die gesuchte maximale Fläche muss daher konvex sein.
Weiter kann man das Problem nach Steiner darauf reduzieren, dass man konvexe Flächen betrachtet, die von einer Strecke AB und Kurven fester Länge zwischen den Punkten A und B begrenzt sind. Denn jede Strecke AB, die den Umfang der gesuchten maximalen Fläche halbiert, halbiert auch den Flächeninhalt. Wäre das nicht so und wäre zum Beispiel die Teilfläche unterhalb der Strecke AB größer, könnte man den kleineren Flächenteil oberhalb der Geraden durch die an AB gespiegelte Fläche unterhalb der Strecke ersetzen und erhielte so eine Fläche mit größerem Inhalt bei gleichem Umfang. Das Problem ist also darauf reduziert, eine konvexe Kurve gegebenen Umfangs mit den Endpunkten A, B auf einer Geraden AB zu finden, sodass der Flächeninhalt zwischen der Kurve und AB maximal wird.
In einem letzten Schritt beweist dann Steiner, dass unter allen konvexen Kurven über der Basisstrecke AB mit gleichem Umfang der Halbkreis den größten Inhalt hat. Denn man betrachte zu einem beliebigen Punkt C der Kurve das Dreieck ACB. Die Fläche F zwischen der Kurve und der Strecke AB teilt sich auf in die Fläche F3 des Dreiecks ACB und die Flächen F1 zwischen der Kurve und der Dreiecksseite AC sowie F2 zwischen der Kurve und der Seite CB. Nun variiere man das Dreieck ACB, indem B auf der Geraden AB verschoben wird, die Strecken AC, CB aber gleich bleiben. Unter all diesen Dreiecken hat das Dreieck mit dem rechten Winkel in C den größten Flächeninhalt F3. Ist der Winkel in ABC im Punkt C kein rechter Winkel, kann man also die Kurve durch eine solche gleichen Umfangs ersetzen, wobei die Fläche F aus der Fläche des rechtwinkligen Dreiecks und den Flächen F1 und F2 über den Dreiecksseiten AC, CB zusammengesetzt ist, deren Länge ja unverändert war. Die gesuchte Kurve hat also jeweils rechte Winkel in beliebigen Punkten C der Kurve und ist somit nach dem Satz des Thales ein Halbkreis.